# Indigo Girls
 (octobre 2022).
Si vous disposez d'ouvrages ou d'articles de référence ou si vous connaissez des sites web de qualité traitant du thème abordé ici, merci de compléter l'article en donnant les références utiles à sa vérifiabilité et en les liant à la section « Notes et références ».
Les Indigo Girls est un duo de musique folk rock d’Atlanta, en Géorgie, composé d’Amy Ray et d’Emily Saliers. Les deux femmes se sont rencontrées à l'école primaire et ont commencé à jouer ensemble à Decatur, en Géorgie, dans la région métropolitaine d'Atlanta. Elles ont pris le nom Indigo Girls en tant qu'étudiantes à l'Université Emory, se produisant chaque semaine au "Dugout", un bar du village Emory.
Elles ont sorti un album complet qu'elles ont elles-mêmes produit intitulé Strange Fire en 1987 et passé un contrat avec une grande maison de disques en 1988. Après avoir publié neuf albums avec des labels majeurs de 1987 à 2007, elles ont maintenant repris des albums produits par elles avec leur propre société "IG Recordings".
En plus de travailler sur des projets liés au duo, Ray a publié huit albums solo et fondé une organisation à but non lucratif qui fait la promotion des musiciens indépendants, tandis que Saliers est à la fois entrepreneuse dans le secteur de la restauration et auteure professionnelle, elle a également produit un disque solo. Et elle collabore également avec son père, Don Saliers, à des spectacles pour des groupes et des causes particuliers. Saliers et Ray sont toutes deux lesbiennes et sont actives dans des causes politiques et environnementales.

## Biographie

### Premières années
Amy Ray, née le 12 avril 1964 à Decatur, et Emily Saliers, née le 22 juillet 1963 à New Haven, se rencontrent à la Laurel Ridge Elementary School, dans le Comté de DeKalb (Géorgie) tout près de Decatur alors qu'Emily a 11 ans et Amy 10 ans. Elles commencent à jouer ensemble à l'école secondaire Shamrock (aujourd'hui Druid Hills High School (en)), où elles font leur premier concert en 1981. Elles se produisent d'abord sous le nom de "The B-Band", puis sous celui de "Saliers and Ray".
Après son diplôme de fins d'études secondaires, Emily Salier étudie l'anglais à l’université Tulane de La Nouvelle-Orléans. Un an plus tard, Amy Ray termine elle aussi ses études secondaires et déménage à Nashville, dans le Tennessee, pour étudier l'anglais et la religion à l’université Vanderbilt. Elles rentrent toutes deux en Géorgie en 1984 et terminent leurs études à l'Université Emory à Atlanta (où le père de Emily Saliers, Don Saliers, était professeur de théologie).
Après avoir formé leur duo à l'université, les deux femmes jouent dans de petits clubs dans le district d’Emory Village à Druid Hills, en Géorgie. En 1985, elles recommencent à se produire ensemble, sous le nom des Indigo Girls. Dans une interview accordée à Talk of the Nation par la radio publique nationale en mars 2007, Amy Ray déclare: « Nous avions besoin d'un nom et nous avons consulté le dictionnaire pour trouver les mots qui nous ont frappés et indigo en est un »,. 
Leur première sortie en 1985 était un single de sept pouces nommé "Crazy Game", avec en face B, Everybody's Waiting (for Someone to Come Home). La même année, les Indigo Girls lancent un album de six titres intitulé Indigo Girls et, en 1987, sortent leur premier album complet, Strange Fire enregistré au studio John Keane à Athens, en Géorgie, et incluant "Crazy Game". Avec cette version, elles ont retenu les services de Russell Carter, qui reste leur manager pour le moment; elles l'avaient d'abord contacté lorsque le EP était sorti, mais il leur avait dit que leurs chansons étaient "immatures" et qu'il était peu probable qu'elles obtiennent un contrat d'enregistrement. Mais l'album Strange Fire l'a apparemment fait changé d'avis.

### Epic Records (1988 - 2006)
Le succès de 10 000 Maniacs, Tracy Chapman et Suzanne Vega a encouragé la société Epic Records à recruter d’autres auteurs-compositeurs-interprètes féminins; Epic a signé le duo en 1988. Leur première sortie chez un major, également intitulé Indigo Girls, qui a obtenu la 22e position sur les charts, incluait une nouvelle version de "Land of Canaan", qui figurait également sur leur album de 1985 et sur Strange Fire. Le premier hit "Closer To Fine" (une collaboration avec le groupe irlandais Hothouse Flowers) figurait également sur la sortie éponyme, avec une note de 52 sur la liste de musique populaire et de 26 sur la liste de rock moderne. Elles ont même réussi une semaine sur le charts de musique rock orienté album, au numéro 48. En 1990, elles remportent le Grammy Award du meilleur album de folk contemporain de l'année 1989. Elles ont également été nommées pour le meilleur nouvel artiste (mais ont été battues par Milli Vanilli, qui a finalement vu son prix révoqué).
Leur prochain album, Nomads Indians Saints, a remporté l'or en décembre 1991 et comprenait la chanson à succès "Hammer and a Nail", un titre de musique rock moderne n ° 12; il ne fut pas aussi réussi que leur premier, qui a été certifié platine à peu près au même moment. Les Indigo Girls l'ont suivi avec la tournée Back on the Bus Y'all et l'album Rites of Passage de 1992, qui comprend la chanson Galileo, la première des 10 chansons rock moderne du duo (n ° 10). Au cours de la tournée en décembre, elles ont invité pour quelques dates Siouxsie Sioux de Siouxsie & The Banshees en tant qu'invitée spéciale à chanter quelques chansons avec elles. Elles ont ensuite enregistré Swamp Ophelia en 1994, devenu disque platine en septembre 1996, et classé n ° 9 sur le palmarès des albums Billboard 200.
En 1995, les Indigo Girls ont publié un album double live, 1200 Curfews. Puis Shaming of the Sun est sorti en 1997, suivi de Come on Now Social en 1999. Shaming of the Sun a fait ses débuts au septième rang du palmarès Billboard, grâce à la contribution du duo à la tournée du festival de musique "Lilith Fair". La chanson Shame on You a reçu plus de temps d'antenne sur les stations de radio alternatives, pour le top 40 et le Adult Top 40 que pour n'importe lequel de leurs singles précédents, bien que cela ait semblé être un sommet dans leur succès croisé.
Retrospective, un album compilation avec deux nouvelles chansons, est sorti en 2000 et Become You deux ans plus tard. Leur dernier album studio était All That We Let In, sorti en 2004 avec une tournée. Le 14 juin 2005, elles ont publié Rarities, une collection de faces-B et de chansons rares partiellement appréciés par les fans, qui ont rempli leur obligation du nombre d’albums dans le cadre de leur contrat avec Epic. En 1999, elles interprètent une chanson des Clash, Clampdown disponible sur l'album Rarities ainsi que sur un disque en hommage aux Clash, Burning London ; The Clash Tribute, tous deux sur étiquette Epic Records.

### Hollywood Records (2006–07)
Après avoir quitté Epic, les Indigo Girls ont signé un contrat de cinq disques avec Hollywood Records. Leur premier (et unique) album hollywoodien, Despite Our Differences, produit par Mitchell Froom, est sorti le 19 septembre 2006. "Hollywood Records" a résilié le contrat avec les Indigo Girls lors de leur tournée en 2007 pour soutenir l'album.

### Travail indépendant (De 2007 à aujourd'hui)
Après leur rupture avec Hollywood Records, les Indigo Girls ont annoncé que leur prochain album serait publié de manière indépendante. Poseidon and the Bitter Bug est sorti le 24 mars 2009 sur "IG Recordings", le label des Indigo Girls, et distribué par "Vanguard Records". Cet album est leur premier totalement indépendant depuis Strange Fire en 1987 et leur premier disque double depuis le live de 1995, 1200 Curfews. Le premier disque contient les 10 chansons accompagnées d'un groupe, alors que le second comprend les mêmes 10 pièces avec uniquement Ray et Saliers au chant et à la guitare acoustique, ainsi qu'une piste supplémentaire. Le 29 juin 2010, le deuxième album complet des Indigo Girls, Staring Down the Brilliant Dream, est sorti sur "IG Recordings/ Vanguard Records". Il fut suivi le 12 octobre 2010 avec Holly Happy Days. Le treizième album studio du duo, Beauty Queen Sister, est sorti le 4 octobre 2011 et leur quatorzième album studio, One Lost Day, est paru le 2 juin 2015 (tous deux sur "IG Recordings/Vanguard Records"). À partir de 2017, les Indigo Girls ont effectué une tournée aux États-Unis avec leur musique arrangée pour orchestre symphonique. Après plus de cinquante représentations, elles ont sorti en 2018 un double album live intitulé Indigo Girls Live avec l'orchestre symphonique de l'Université du Colorado.

### Écriture des chansons
Ray et Saliers ne collaborent généralement pas à l'écriture de chansons. Elles écrivent séparément et après elles travaillent ensemble. Il existe quelques exceptions, principalement des chansons inédites de leurs débuts, pré-épiques : I Don't Know Your Name et If You Live Like That. Blood Quantum, qui figure dans Honor: A Benefit for the Honor the Earth Campaign, comprenait les couplets et le refrain de Ray et le pont de Saliers. Et finalement I'll Give You My Skin, qui apparaît à la fois sur Tame Yourself (un album bénéfices pour "People for the Ethical Treatment of Animals") ainsi que sur la compilation Rarities des Indigo Girls, est une œuvre collaborative de Ray, Saliers et Michael Stipe qui est doublement rare, puisque les filles écrivent généralement leurs chansons sans collaborateurs extérieurs.

### Groupe de tournée
Les Indigo Girls ont tourné en duo et avec un groupe. En 1990, elles ont fait une tournée avec le groupe Ellen James Society à Atlanta ; elles ont également effectué des tournées avec des musiciens secondaires, avec un groupe distinct de 1991 à 1998, un deuxième de 1999 à 2006 et un troisième à partir de 2012.
Premier groupe de tournée
- Budgie :Batterie : 1992 A joué avec Siouxsie and the Banshees.
- Sara Lee : Basse 1991 - 98 - Elle a aussi joué avec le groupe "League of Gentlemen" de Robert Fripp.
- Gail Ann Dorsey : Basse : 1994 - Elle a accompagné David Bowie.
- Jerry Marotta : Batterie : 1992 - 98 - Il a joué avec Peter Gabriel.
- Scarlet Rivera : Violon : 1992
- Jane Scarpantoni : Violoncelle - 1992

Deuxième groupe de tournée
- Caroline Dale : Violoncelle : 1999
- Clare Kenny : Basse : 1999–2007
- Carol Isaac : Claviers, accordéon : 1999–2007
- John Reynolds : Batterie : 1999
- Caroline Lavelle : Violoncelle : 2000
- Blair Cunningham : Batterie : 2000
- Brady Blade : Batterie : 2002–04
- Matt Chamberlain : Batterie : 2006–2009
- Julie Wolf : Claviers, accordéon : 2008 à aujourd'hui

Troisième groupe de tournée
- Lyris Hung : Violon : 2012 à aujourd'hui
- Benjamin Ryan Williams : Basse : 2012 - 16
- Jaron Pearlman : Batterie : 2012 - 16

### Projets solo
En 1990, Ray a fondé Daemon Records, qui a signé les accords Magnapop, Ellen James Society, New Mongrels, Kristen Hall, Rose Polenzani, Girlyman, le chœur des garçons d'Athènes et James Hall.
Ray a sorti six albums solo intitulés Stag, Prom, Live from Knoxville, Didn't It Feel Kinder, Amy Ray: Live MVP, Lung of Love et Goodnight Tender Through Daemon. Elle a tourné avec The Butchies et son groupe The Volunteers.
Saliers a également publié un album solo, Murmuration Nation, en 2017, et est copropriétaire du "Watershed Restaurant" à Decatur, en Géorgie, avec deux de ses amis. Saliers était une investisseur initiale dans le "Flying Biscuit Cafe" à Atlanta, en Géorgie. En 2005, Saliers et son père, Don Saliers, professeur de théologie à la "Candler School of Theology" de l'Université Emory, ont publié le livre A Song to Sing, a Life to Live: Reflections on Music as Spiritual Practice (Une chanson à chanter, une vie à vivre: réflexions sur la musique en tant que pratique spirituelle). Ils ont promu la publication du livre ensemble, y compris plusieurs jours de conférences et de représentations au "Washington National Cathedral College" de Washington, DC.

### Apparitions dans d'autres médias
Ray et Saliers sont apparus dans la deuxième moitié du long métrage Boys on the Side, interprétant de courts extraits de leurs chansons Joking et Southland in the Springtime, ainsi que de Feliz Cumpleaños (Joyeux anniversaire en espagnol) avec un groupe d’amis réunis lors de la scène du gâteau d’anniversaire, et se tenant de l’autre côté de plusieurs plans au cours des prochaines scènes. Ni l'une ni l'autre n'avait de lignes parlées. Le duo figure également dans le documentaire Wordplay de 2006, dans lequel elles discutent de leur réaction face aux mots croisés du "New York Times", puis commencent à en résoudre un ensemble.
Puis, elles se sont produits sur scène lors de la renaissance de Jesus Christ Superstar à Atlanta en 1994, intitulé Jesus Christ Superstar: A Resurrection. Amy a joué le rôle de Jésus et Emily celui de Marie Madeleine. Elles ont ensuite repris leurs rôles dans les mises en scène de la comédie musicale à Austin, au festival "South by Southwest" (SXSW) et à Seattle.
Elles ont fait plusieurs apparitions dans la sitcom Ellen DeGeneres. Dans l'épisode "Womyn Fest", Ellen et ses amis assistent à un festival de musique féministe et assistent à la fin d'un spectacle des Indigo Girls.
Elles sont mentionnées à plusieurs reprises dans le roman Rose Madder de Stephen King de 1995, ainsi que dans des émissions télévisées Buffy contre les vampires, Will and Grace, South Park, 30 Rock, The Office, Squidbillies, The Big Bang Theory, Saturday Night Live, et Tig Notaro's Happy To Be Here Special.
Dans le film slasher Scream de 1996, on peut voir une affiche des Indigo Girls sur le mur de la chambre à coucher de Sydney Prescott, personnage joué par Neve Campbell.

### Vie personnelle
Ray et Saliers se sont depuis longtemps identifiées comme lesbiennes. En raison de leurs engagements en faveur des droits des LGBT, elles sont considérées comme des icônes du mouvement.
Amy Ray vit actuellement dans les contreforts de la Géorgie du Nord. Elle et sa femme, Carrie Schrader, ont une fille, Ozilline Graydon.
Saliers a épousé sa petite amie de longue date, l'ancienne directrice de tournée des Indigo Girls, Tristin Chipman, à l'hôtel de ville de New York en 2013. Chipman, une Canadienne, est originaire de Calgary, « mais elle a passé la majeure partie de sa vie adulte à Toronto », selon Saliers entre deux chansons lors d'une performance sur scène à Vancouver en 2013. Le couple avait déjà une fille, Cleo, née en février de cette année.

### Activisme politique
Les Indigo Girls ont été actives sur le plan politique. Elles ont défendu ces causes et organisé des concerts-bénéfice pour l'environnement, les droits des homosexuels, les droits des Amérindiens et la Coalition nationale pour l'abolition de la peine de mort. Pendant de nombreuses années, elles ont intégré un programme de recyclage et de sensibilisation du public à leurs visites sur la route en incluant la représentante de Greenpeace, Stephanie Fairbanks, dans leur équipe de route. Elles ont aidé Winona LaDuke à établir Honour The Earth, une organisation dédiée à la création d’un soutien et à l’éducation sur les questions environnementales autochtones. Après avoir participé à la tournée Spitfire tournée vers les activistes en 1999, Ray et Saliers se sont alliés à l'agence Spitfire pour développer la tournée Honor The Earth, qui se rend dans les collèges et les communautés autochtones, et lève des fonds pour leur association à but non lucratif du même nom. Ray et Saliers ont également participé aux rassemblements annuels de "SOA Watch", à la "Marche pour la vie des femmes" et à plusieurs autres rassemblements et manifestations.
En 2006, les Indigo Girls figuraient sur l'album I'm Not Dead de l'artiste Pink dans la chanson Dear Mr. President, qui, selon Pink, est une confrontation politique avec George W. Bush sur la guerre, la pauvreté, les droits des LGBT et l'avortement les droits, et la loi "No Child Left Behind Act". Pour rendre la pareille, Pink a joué dans Rock and Roll Heaven's Gate des Indigo Girls, qui traite entre autres du sexisme et de sexisme hétérosexuel dans l'industrie de la musique.
En juin 2007, les Indigo Girls faisaient partie de la tournée multi-artistes True Colours Tour, organisée à Las Vegas, qui a bénéficié à la "Human Rights Campaign" et à d'autres organisations qui apportent un soutien à la communauté LGBT. Les Indigo Girls se sont encore produits au True Colours Tour 2008.
En avril 2013, en réponse aux critiques de militants transgenres, les Indigo Girls ont déclaré qu'elles joueraient au festival de musique du "Michigan Womyn", tout en protestant contre la politique du festival "Womyn-born womyn".
En novembre 2017, les Indigo Girls ont été nommées pour le magazine "Out100" du magazine Out en 2017 en reconnaissance de leur travail et de leur visibilité.
Les Indigo Girls sont également membres de l'organisme de bienfaisance canadien "Artists Against Racism" et ont collaboré avec eux à des campagnes de sensibilisation.

## Discographie

### Indigo Girls
- Albums studio :
- 1985 : Indigo Girls - EP
- 1989 : Strange Fire
- 1989 : Indigo Girls
- 1990 : Nomads, Indians, Saints
- 1992 : Rites of Passage [8]
- 1994 : Swamp Ophelia
- 1997 : Shaming of the Sun
- 1999 : Come On Now Social
- 2002 : Become You [7]
- 2004 : All That We Let In[9]
- 2006 : Despite Our Differences
- 2009 : Poseidon and the Bitter Bug [10]
- 2010 : Holly Happy Days
- 2011 : Beauty Queen Sister
- 2015 : One Lost Day
- 2020 : Look Long[11]

- Albums live :
- 1991 : Back on the Bus, Y'all
- 1995 : 1200 Curfews
- 2004 : Perfect World - Maxi Single de 3 chansons live.
- 2010 : Staring Down the Brilliant Dream

- Compilations :
- 1995 : 4.5: The Best of the Indigo Girls - Disponible en Angleterre seulement
- 2000 : Retrospective
- 2005 : Rarities
- 2009 : Playlist: The Very Best of Indigo Girls
- 2013 : The Essential Indigo Girls - 2 CD

- Collaborations :
- 1991 : Deadicated - Artistes variés - Album hommage au groupe Grateful Dead, les Indigo Girls sur Uncle John's Band.
- 1995 : Ring them Bells de Joan Baez - Sur Don't think twice.
- 1996 : Sweet Relief II: Gravity of the Situation - Artistes variés - Sur Free of Hope
- 1998 : Where Have All the Flowers Gone: A Tribute to Pete Seeger - Artistes variés - Sur Letter to Eve.
- 1999 : Burning London: The Clash Tribute - Artistes variés - Sur Clampdown.
- 2002 : 107.1 KGSR Radio Austin – Broadcasts Vol. 10 - Artistes variés - Sur Moment of Forgiveness.
- 2002 : WYEP Live and Direct: Volume 4 – On Air Performances - Artistes variés : Sur Become You.
- 2006 : I'm Not Dead de Pink - Sur Dear Mr President.
- 2007 : Anne Murray Duets: Friends & Legends de Anne Murray - Sur A Little Good News
- 2007 : The Story de Brandi Carlile - Sur Cannonball
- 2010 : Metro: The Official Bootleg Series, Volume 1 - Artistes variés - Sur Galileo.
- 2014 : Looking Into You: A Tribute to Jackson Browne - Artistes variés - Sur Fountain Of Sorrow.

## Solo

### Amy Ray
- 2001 : Stag
- 2005 : Prom
- 2006 : Live from Knoxville
- 2008 : Didn't It Feel Kinder
- 2010 : MVP Live
- 2012 : Lung of Love
- 2014 : Goodnight Tender
- 2015 : The Tender Hour: Amy Ray Live From Seattle

### Emily Saliers
- 2017 : Murmuration Nation